# Bortolo Mutti
Bortolo Mutti (Trescore Balneario, 11 de agosto de 1954) é um ex-futebolista e treinador profissional italiano, foi atacante,

## Carreira
Mutti começou sua carreira no Massese em seguida passou pelo Pescara, Catania, Brescia,  Taranto, Atalanta, Mantova até encerrar a carreira como jogador no Palazzolo. sendo que no mesmo Palazzolo, inicia em outra função, agora a de treinador de futebol, tendo depois passado por: Leffe, Verona, Cosenza, Piacenza, Napoli
Atalanta, retornou ao  Cosenza e Palermo.
Depois foi para o Reggina, Messina, Modena, retornou ao comando do Atalanta, em
2010. esteve anteriomente no Bari e retornou ao comando do Palermo.

## Títulos

### Jogador
Atalanta
- Lega Pro Prima Divisione: 1981-82
- Campeonato Italiano - Serie B: 1983-84